# Château d'Ô (Orne)
Pour l’article homonyme, voir Château d'Ô.
Le château d'Ô est une demeure, de la fin du XVe siècle remanié aux XVIe et XVIIe siècles, qui se dresse sur le territoire de la commune française de Mortrée, dans le département de l'Orne, en région Normandie. L'édifice est partiellement protégé au titre des monuments historiques.

## Localisation
Le château est situé sur une île, au milieu d'un étang formé par les eaux de la Thouanne, à 1 km au nord-est de la commune de Mortrée, dans le département français de l'Orne.

## Historique
Le château d'Ô a été édifié sur la terre qui fut le berceau d'une très ancienne famille normande dont le premier représentant connu, Robert d'O, accompagna en 1035 le duc de Normandie, Robert Ier le Magnifique, lors de son pèlerinage en Terre sainte.
C'est à l'emplacement de l'ancienne forteresse du XIe siècle qu'il a été construit par Robert VII d'O tué à Azincourt en 1415. Robert VIII d'Ô, échanson de Charles Ier de Bourbon prendra la suite des travaux, puis Jean Ier d'Ô, conseiller et chambellan du roi Charles VIII. Jean II d'Ô capitaine des Gardes du corps (ex-garde écossaise) de Henri II et Grand sénéchal de Normandie participera, lui aussi, aux travaux du château. Il a ensuite été embelli par Charles II d'Ô au XVe siècle puis remanié par François d'Ô, mignon d'Henri III dans la deuxième moitié du XVIe siècle.
Ce dernier, sans descendance et couvert de dettes à force de mener grand train de vie, conduira le château à sa faillite. En 1616, sous Louis XIII, la terre est érigée en marquisat en faveur d'Alexandre de La Guesle, colonel du régiment de Champagne.
En 1648, le château est acheté par Pierre de Montagu, avant de devenir en 1795 propriété de la famille Rocques. En 1878, le domaine est vendu et démembré.
Le château est classé au titre des monuments historiques en 1964 ; puis Jacques et Yolande de Lacretelle entreprennent sa restauration en 1973.

## Description

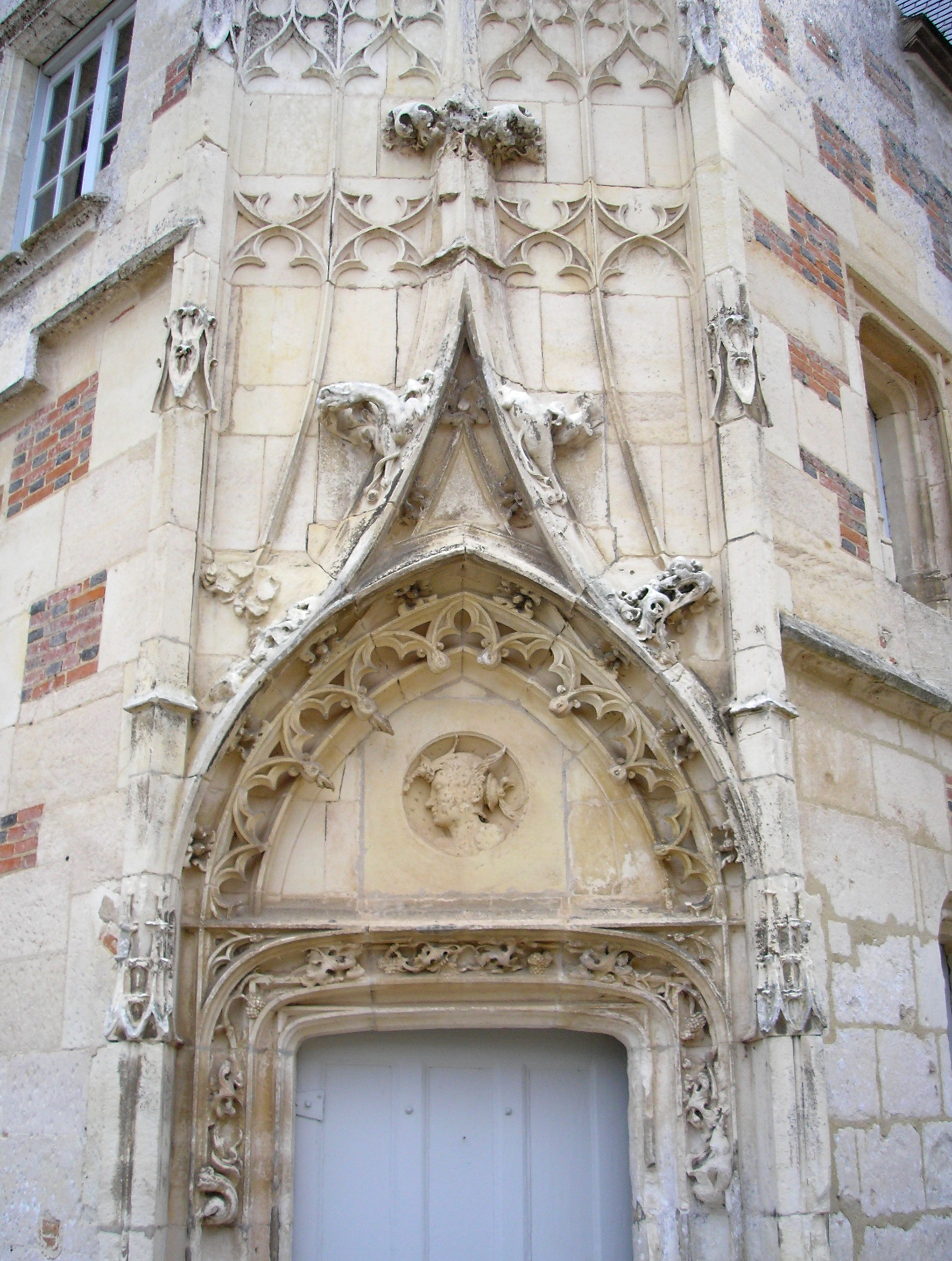
Portail de, annonçant la Première Renaissance (vers 1505).

Le château, de la fin du XVe siècle, remanié aux XVIe et XVIIe siècles, est bâti en partie sur pilotis, sur trois côtés d'un étang formé par la Thouanne. Il est accessible par deux ponts. Son entrée principale est située dans l'aile est, la plus ancienne, qui a gardé un aspect gothique. Quant à l'aile ouest, largement ouverte de fenêtres, elle est encadrée par deux tours en poivrière.
L'enceinte, de forme rectangulaire, renferme une cour avec une tourelle polygonale à usage d'escalier et une galerie à l'étage, les arcades possèdent des colonnes sculptées. Le promenoir pourrait dater de la première Renaissance. Le château comporte également un pavillon Renaissance, une orangerie construite par la famille Rocques, et une chapelle du XIXe siècle.
À l'intérieur du corps de logis, relié par une longue galerie à la façade d'arrivée de style gothique finissant, le salon a été décoré au XVIIIe siècle de peintures murales.

## Parc et jardins
Les jardins sont constitués de parterres de gazon, d'un potager et d'un verger, et sont ceints de murs.
Le parc du château est entouré de murs de clôture munis de portails et de grilles. Il est parcouru d'allées, d'une rivière, de canaux et leurs ponts. Il s'y trouve un moulin avec son bief.

## Protection

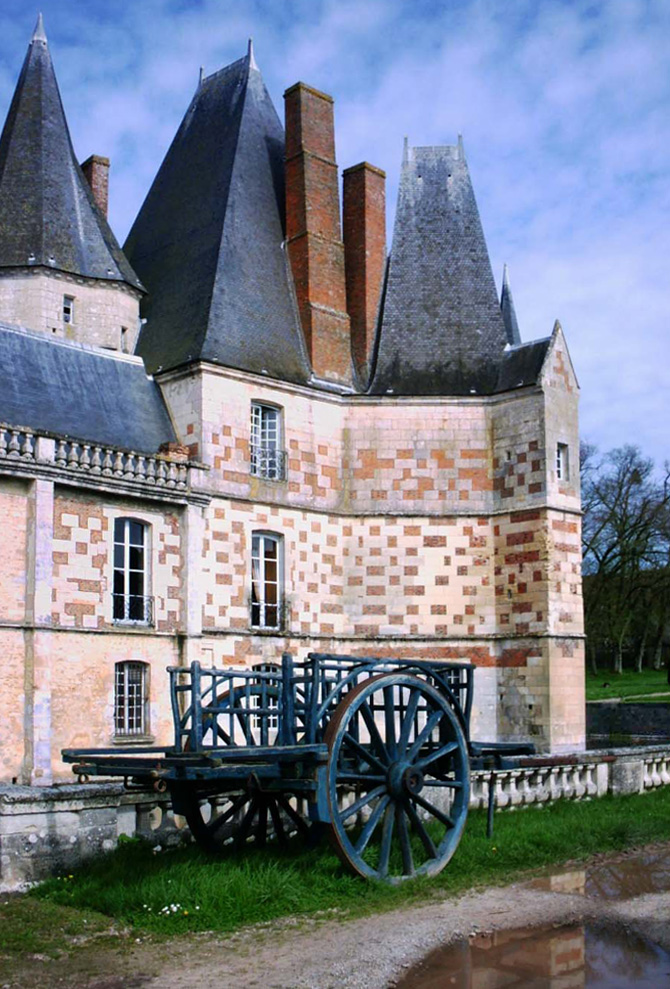
Château d'Ô.

Au titre des monuments historiques :
- le château ; le pigeonnier ; la vasque et les façades et toitures du bâtiment parallèle au château sont classés par arrêté du 17 septembre 1964 ;
- la chapelle et les façades et toitures du bâtiment de l'orangerie sont inscrites par arrêté du 17 septembre 1964 ;
- les façades et toitures des bâtiments de la ferme du château sont inscrites par arrêté du 29 août 1977 ;
- le parc du château, tel qu'il est délimité sur le plan annexé à l'arrêté, et comprenant : les murs de clôture ; les portails et leurs grilles ; les avenues ; les parterres de gazon ; les jardins fruitiers et potagers et leurs murs ; le système hydraulique comprenant la rivière, les canaux et leurs ponts ; les sauts-de-loup ; les douves et leurs ponts ; l'étang et son île ; le bief du moulin avec ses vannes ; les façades et les toitures du moulin, de la maison du pont et de la charretterie est inscrit par arrêté du 22 mai 2002.